# 1933 في لبنان
فيما يلي قوائم الأحداث التي وقعت خلال عام 1933 في لبنان.

## سياسة

### تعيين في المنصب
- أكتوبر – تعيين كونت دامين دو مارتيل مفوض سامي فرنسي في سوريا ولبنان.[1]

## إصدارات
- 4 آب / أغسطس – صدور العدد الأوّل من جريدة النهار.